# Hans-Rüdiger Fluck
Hans-Rüdiger Fluck (* 23. November 1941 in Freiburg) ist ein deutscher Sprachwissenschaftler.

## Leben
Hans-Rüdiger Fluck ist Professor für Germanistik, insbesondere Angewandte Linguistik, am Germanistischen Institut der Ruhr-Universität Bochum und Honorarprofessor an der TU Darmstadt. Seine Lehrinhalte fokussieren sich auf Angewandte Linguistik, Gegenwartssprache und Deutsch als Fremdsprache (DaF).

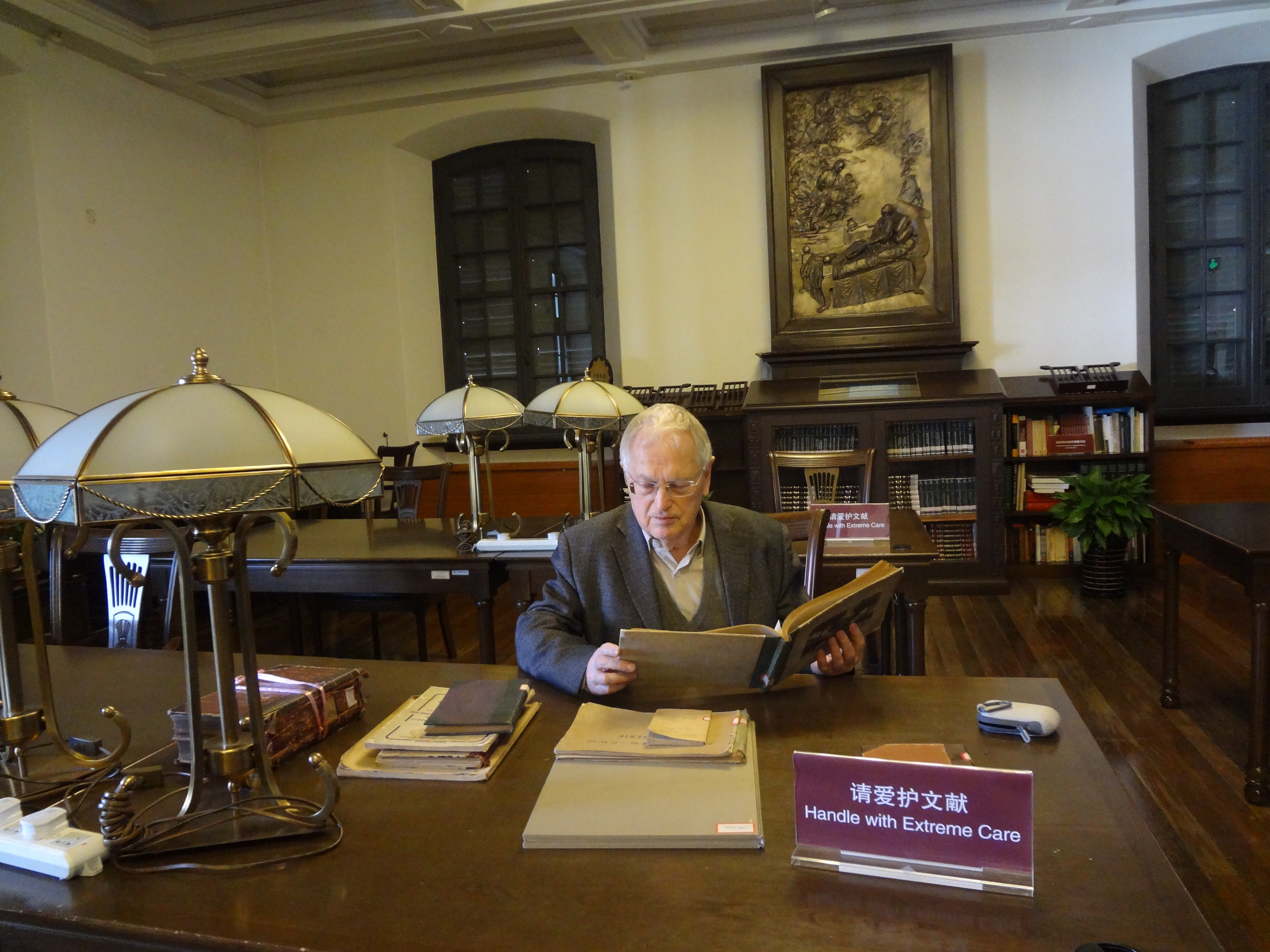
H.-R. Fluck, "Bibliotheca Zikawei", Shanghai

## Forschungsschwerpunkte
- Fachkommunikation
- Sprache und Medien
- Deutsch als Fremdsprache
- Fachsprachen
- Bürger-Verwaltungs-Kommunikation

## Projekte und Kooperationen
- IDEMA – Internet-Dienst für eine moderne Amtssprache (2005 ff.), zusammen mit 20 Kommunen aus ganz Deutschland[2]
- Aus- und Fortbildung burjatischer Deutschlehrer via Internet (1998/2003, Volkswagen-Stiftung).
- Zentrum für multimediales und elektronisches Kommunizieren und Publizieren (1997 ff.); Herausgeber der elektronischen Zeitschrift.
- Textoptimierung der bürgerbezogenen Schriftkommunikation in der Verwaltungssprache mit der Stadt Bochum (1999–2001).
- Multimediale Ergänzung des chinesischen DaF-Lehrwerks „Nachfolge Hochschul-Deutsch“ (in Kooperation mit Goethe-Institut München/Hongkong und Tongji-Universität Schanghai).
- Sprachkurs Fachinformation und Wirtschaftssprache DaF multimedial: Bankwesen (2001–2003, VW-Stiftung).
- Germanistische Institutspartnerschaft Ulan-Ude – Bochum (GIP) (2004 ff., DAAD).
- "Erarbeitung eines DaF-Lehrwerks „Eisenbahnwesen“ (mit multimedialer Ergänzungskomponente) für kasachische Technikstudenten (2004–2006, VolkswagenStiftung).[3]

## Publikationen
- Fachsprachen: Einführung und Bibliographie.Francke, München 1976 ISBN 3-7720-1159-4, ISBN 978-3-7720-1159-7.
- Didaktik der Fachsprachen: Aufgaben und Arbeitsfelder, Konzepte und Perspektiven im Sprachbereich Deutsch. Narr, Tübingen 1992 ISBN 3-8233-4523-0, ISBN 978-3-8233-4523-7, ISBN 3-8233-4524-9, ISBN 978-3-8233-4524-4.
- Zusammen mit Gerhard W. Baur: Warum im Dialekt?: Interviews mit zeitgenössischen Autoren. Francke, Bern 1976 ISBN 3-7720-1307-4, ISBN 978-3-7720-1307-2.
- Arbeit und Gerät im Wortschatz der Fischer des badischen Hanauerlandes: Untersuchungen zur Fachsprache am Oberrhein. K. Alber, Freiburg 1974 ISBN 3-495-49925-3, ISBN 978-3-495-49925-2.
- Fachsprachen und Fachkommunikation. J. Groos, Heidelberg 1998 ISBN 3-87276-828-X, ISBN 978-3-87276-828-5.
- Fachsprachen – Fachkommunikation – Fachsprachenvermittlung. Beiträge aus 50 Jahren Forschung. Tübingen, Stauffenburg 2018 ISBN 978-3-95809-043-9.
- „In Shanghai“. Texte und Bilder 1830–1940. Bochum/Shanghai, White Phoenix Press 2019 ISBN 978-3-930669-06-6 (chin. Titel: „ 在上海. “ 文字和图片 1830–1940).
- An der Wiege der westlichen Kunst in Shanghai: Bruder Aloysius Beck, S. J. (1854–1931) – Architekt, Maler, Holzschnitzer in Zikawei / T’ou-sè-wè (Shanghai). Bochum/Shanghai: White Phoenix Press 2020. ISBN 978-3-930669-14-1.
- Portrait-Fotos aus Shanghaier Studios (1880–1940). (chin. Titel: 上海老照相馆的人物摄像 (1880–1940)). Witten: White Phoenix Press 2020. ISBN 978-3-930669-15-8.

## Quelle
- W. Kürschner: Linguisten-Handbuch. Band 1, Tübingen: Narr 1997, S. 240.